# Rudi Fleck
Rudi Fleck (* 24. Dezember 1930 in Greifswald; † 11. November 2012 in Rostock) war ein deutscher Politiker (SED). Er war Oberbürgermeister von Rostock und Vorsitzender des Rates des Bezirkes Schwerin.

## Leben
Fleck, Sohn eines Eisenbahnarbeiters, besuchte die Volksschule und absolvierte eine Lehre zum Verwaltungsangestellten in der Gemeinde Kröslin (Kreis Wolgast). 1946 trat er der FDJ bei, 1951 der SED. Von 1950 bis 1952 war er Bürgermeister von Kröslin. Fleck war damit der jüngste Bürgermeister der DDR. 1952 wurde er Abteilungsleiter beim Rat des Kreises Greifswald. 1952/53 war er Planer im Kraftwerk Peenemünde. Von 1953 bis 1955 fungierte er als Leiter der Abteilung Staatliche Organe der SED-Kreisleitung Wolgast. 1955/56 studierte Fleck an der Bezirksparteischule Rostock, anschließend war er 1956/57 Sekretär der SED-Kreisleitung MTS-Bereich Stolpe, 1957/58 Sekretär des Rats des Kreises Wolgast sowie von 1958 bis 1960 Leiter der Organisations-Instrukteur-Abteilung beim Rat des Bezirks Rostock. 1960/61 nahm Fleck am Sonderlehrgang des ZK der SED zur Ausbildung leitender Staatsfunktionäre an der Deutschen Akademie für Staats- und Rechtswissenschaft in Potsdam-Babelsberg teil. Er schloss den Lehrgang als Diplom-Staatswissenschaftler ab.
Von 1961 bis 1968 amtierte Fleck als Oberbürgermeister von Rostock, anschließend war er vom 6. Mai 1968 bis zum 10. Dezember 1989 Vorsitzender des Rates des Bezirkes Schwerin. Von 1968 bis 1989 gehörte er als Abgeordneter auch dem Bezirkstag Schwerin an und war von 1967 bis 1990 Nachfolgekandidat der Volkskammer.

## Auszeichnungen
- Vaterländischer Verdienstorden in Silber (1974) und in Gold (1980)